# Pio del Pilar
Pio del Pilar (Makati, 11 luglio 1860 – Morong, 21 giugno 1931) è stato un generale, rivoluzionario e attivista filippino.

## Biografia
Nato con il nome di Pio Castañeda, cambiò il suo cognome in Del Pilar per evitare l'arresto e salvaguardare la famiglia. Nel maggio 1896 si unì all'associazione segreta del Katipunan, dove fondò un suo sottogruppo detto Matagumpay e ottenne la carica di Pang-una (leader). Tuttavia venne arrestato dalle autorità coloniali spagnole, che tentarono di fargli confessare la formazione del gruppo segreto rivoluzionario.
Disegnò anche una bandiera per il Matagumpay. Guidò anche un gruppo di ribelli nella battaglia di Binakayan il 9 novembre 1896, riuscendo a riconquistare la città precedentemente in possesso degli spagnoli.